# Yasushi Kataoka
Yasushi Kataoka (片岡安, Kataoka Yasushi), né le 4 juin 1876 – décédé le 26 mai 1946, est un architecte japonais, collègue de Tatsuno Kingo.

## Source de la traduction
- (en) Cet article est partiellement ou en totalité issu de l’article de Wikipédia en anglais intitulé « Yasushi Kataoka » (voir la liste des auteurs).